# 조은민
조은민(1991년~)은 대한민국의 KBS경인 아나운서로, 2018년에 KBS 경인 지역 아나운서로 입문했다.

## 경력
- 2014년 OBS경인TV 리포터
- 2015년 춘천MBC 리포터
- 2016년 전주MBC 리포터
- 2017년 목포MBC 리포터
- 2018년 KBS 경인 지역 아나운서

## 학력
- 한국외국어대학교 언론정보전공 학사(2014년 2월)